# Kelan Martin
Kelan Martin (ur. 3 sierpnia 1995 w Louisville) – amerykański koszykarz, występujący na pozycji niskiego skrzydłowego.
W 2016 wystąpił w turnieju Adidas Nations Counselors. 
W 2018 reprezentował Utah Jazz podczas letniej ligi NBA w Las Vegas i Salt Lake City. Rok później bronił barw Minnesoty Timberwolves.
29 listopada 2020 został zawodnikiem Indiany Pacers. 6 stycznia 2022 został zwolniony. 23 lutego 2022 zawarł 10-dniową umowę z Boston Celtics. 5 marca 2022 podpisał kolejny, identyczny kontrakt z klubem. Po jego upłynięciu opuścił klub. 18 marca 2022 trafił do Grand Rapids Gold. 25 marca 2022 został zwolniony.

## Osiągnięcia
Stan na 11 kwietnia 2022, na podstawie, o ile nie zaznaczono inaczej.
NCAA
- Uczestnik rozgrywek:
  - Sweet 16 turnieju NCAA (2017)
  - II rundy turnieju NCAA (2015–2018)
  - turnieju Portsmouth Invitational Tournament (2018)
- Zaliczony do:
  - I składu Big East (2018)
  - II składu Big East (2016, 2017)
  - składu honorable mention All-American (2018 przez Associated Press)
- Zawodnik tygodnia Big East (19.12.2016, 27.02.2017, 13.11.2017, 15.01.2018, 2.01.2018)
- Lider Big East w liczbie oddanych rzutów z gry (580 – 2018)[9]

Drużynowe
- Uczestnik rozgrywek Ligi Mistrzów FIBA (2018/2019)